# Hævnen er sød
Hævnen er sød er en dansk stum komediefilm fra 1911 produceret af Nordisk Films Kompagni og instrueret af William Augustinus efter manuskript af Johannes Baack.
Filmen blev vist i Biograf-Theatret i København.

## Handling
To brødre ligger og sover på græsplæne, da storesøster og hendes veninde beslutter sig at hælde vand i hovedet på dem. Drengene vil tage hævn over søsteren, der er mere interesseret i sin tilbeder, dr er ved at fri til hende. Drengene får ombyttet en hat, som et bybud bringer til dem, og mange forviklinger opstår. lt ender godt, og drengene får deres velfortjente straf.

## Medvirkende
- Ellen Kornbeck, Marie
- Zanny Petersen, Hanne, Maries veninde
- Kai Voigt, Hans, Maries bror
- Aage Holm, Peter, Maries bror
- Frederik Buch, Jensen, Maries tilbeder
- Lauritz Olsen
- Julie Henriksen
- Doris Langkilde
- Erik Crone, bydreng